# زواج التحليل
زواج التحليل يُقصد به زواج المطلقة ثلاثًا لتحل لزوجها الأول، وهو أمر غير مشروع بدليل السنة والإِجماع، وذلك لما رواه ابن ماجة والحاكم من حديث عقبة بن عامر أن رسول اللَّه قال: «ألا أخبركم بالتيس المعار»؟ قالوا: بلى يا رسول اللَّه، قال: «هو المحلل، لعن اللَّه المحلل والمحلل له». قال القرطبي: «وهذا مجمع عليه لا خلاف فيه».

## رجوع المطلقة ثلاثًا إلى الرجل الذي طلقها
إن المطلقة ثلاثًا لا تحل لمطلقها حتى تنكح زوجًا غيره، ويطأها، ثم يفارقها، وتنقضي عدتها، وعليه لابد لزواجها من آخر من أمرين أساسيين، أولهما أن يكون العقد صحيحًا، والثاني أن يكون معه دخول صحيح، فإذا اختل واحد منهما لم يكن مشروعًا.

#### صحة القعد
لكي يكون العقد صحيحًا لابد من استيفاء الأركان والشروط المعروفة في كل زواج، وزاد العلماء عليه أن يكون خاليًا من نية التحليل، ونية التحليل لها حالتان:
الحالة الأولى
أن يصرح بها في العقد، كأن يقول: تزوجتك على أن أحلك لزوجك، وهو باطل لا تترتب عليه آثاره عند جمهور الفقهاء، مالك بن أنس ومحمد بن إدريس الشافعي وأحمد بن حنبل وعده ابن القيم من الكبائر لا فرق بين أن يكون اشتراط ذلك بالقول أو التواطؤ «زاد المعاد ج 4 ص 6» وذلك لأحاديث، منها ما رواه أبو عيسى محمد الترمذي عن ابن مسعود وقال: حديث حسن صحيح، ورواه ابن ماجة وأحمد عن ابن عباس، والحاكم وصححه: «لعن رسول اللَّه المحلل والمحلل له» وما رواه ابن ماجة والحاكم من حديث عقبة بن عامر أن رسول اللَّه قال: «ألا أخبركم بالتيس المعار»؟ قالوا: بلى يا رسول اللَّه، قال: «هو المحلل، لعن اللَّه المحلل والمحلل له».
وأما أهل الرأى -أبو حنيفة وأصحابه- فقال أبو حنيفة وزفر: يصح العقد ويحلها للأول، لأن الشرط الفاسد يُلْغَى ويصح العقد، وقال محمد: إن العقد صحيح مع هذا الشرط، لأن الشرط يلغى ولكن هذا العقد لا يحلها للأول، وقال أبو يوسف: العقد باطل -كرأى الجمهور -ولا يحلها للأول.
هذا، وحكى الماوردى عن محمد بن إدريس الشافعي أنه إن شرط التحليل قبل العقد صح النكاح وأحلها للأول، وإن شرطاه في العقد بطل النكاح ولم يحلها للأول، وهذا قول الشافعي «تفسير القرطبى ج 3 ص 150».
الحالة الثانية
ألا يصرح بنية التحليل في العقد وإن كان أمرًا معروفًا بين الناس أو على الأقل بين الأطراف الثلاثة، المطلق والمطلقة والمحلل، قال مالك: العقد غير صحيح ولا تحل للأول، لأن العبرة في الأحكام بالنيات، وكذلك قال أحمد بن حنبل، جاء في «المغنى» لابن قدامة الحنبلي أن نكاح المحلل باطل إن شرط أنه إذا أحلها فلا نكاح بينهما، وإن نوى التحليل من غير شرط فالنكاح باطل، وفي قول: إن شرط عليه التطليق قبل العقد ولم يذكره في العقد ولم ينو فالعقد صحيح.
وقال أبو حنيفة وأصحابه: ينعقد صحيحا مع الإثم، ويترتب عليه حلها للأول بعد الدخول والطلاق وانتهاء العدة، لأن العبرة في الأحكام بالظاهر، وأما الشافعي فله قولان، القول الأول هو القديم كقول مالك وأحمد، والقول الثاني وهو الجديد كقول أبى حنيفة وأصحابه.

#### الدخول الصحيح
هو أمرٌ متفقٌ عليه بين الأئمة الأربعة وجمهور العلماء، ولا يكتفى فيه بمجرد الخلوة حتى لو كانت صحيحة، بل لابد فيه من اللقاء الجنسى، والدليل على ذلك ما رواه البخاري وغيره عن عائشة رضى اللّه عنها لما طلق رفاعة القرظى امرأته فبتَّ طلاقها تزوجها بعده عبد الرحمن بن الزبير، فجاءت إلى النبى تشكو إليه أن عبد الرحمن ضعيف في الناحية الجنسية، فتبسم الرسول وقال «لعلك تريدين أن ترجعى إلى رفاعة؟ لا، حتى تذوقى عسيلته ويذوق عسيلتك».
وجاء في سنن النسائي عن عائشة رضى اللَّه عنها قالت. قال رسول اللّه " " العسيلة الجماع ولو لم ينزل". وجاء في سنن النسائي عن ابن عمر رضى اللَّه عنهما: سئل رسول اللّه عن الرجل يطلق امرأته ثلاثا، فيتزوجها الرجل فيغلق الباب ويرخى الستر، ثم يطلقها قبل أن يدخل بها، فقال " لا تحل للأول حتى يجامعها الآخر".
وتشدد الحسن البصرى فلم يكتف بمجرد الجماع، بل اشترط أن يكون معه إنزال للنص في الحديث على ذوق العسيلة، ولكن الجمهور اكتفوا بمجرد الجماع، بناء على تفسير الرسول للعسيلة، بالجماع ولو لم ينزل.
ولم يخالف في شرط الدخول بالزوجة إلا سعيد بن المسيب من كبار التابعين وسعيد ابن جبير وبعض الخوارج، وقولهم مرفوض بدليل الأحاديث السابقة. وعدم تحقيقه لحكمة التشريع.

## زواج التحليل عند الشيعة
يجوز فقهاء الشيعة زواج التحليل حتى إذا اتفق المطلق مع شخص آخر ليحلل له زوجته وطريقة التحليل عبارة عن أن يعقد الرجل المحلّل على تلك الامرأة عقداً دائماً، ويدخل بها، ثمّ ينتظر إلى أن تحيض ثمّ تطهر، فيطلّقها في الطهر غير المواقع فيه، ولا يجب على ذلك المحلّل طلاقها، فإن بدا له أن يستبقيها لنفسه كزوجة رغماً على رغبة الزوج الأوّل، جاز له ذلك.

## نكاح التحليل في بريطانيا
ذكر تقرير لهيئة الإذاعة البريطانية «بي بي سي» عام 2017 أن نكاح التحليل (بالإنجليزية: Nikah halala)‏ يُمارس في بعض المجتمعات الإسلامية الباكستانية في المملكة المتحدة. وكشف التقرير عن حالات قد تتعرض فيها النساء للاستغلال المالي والجنسي، وبيّن التقرير تعليق مجلس الشريعة الإسلامية شرق لندن والذي أوضحت إحدى مسؤوليه أنهم يقدمون المشورة بانتظام للنساء بشأن القضايا المتعلقة بالطلاق، وأدانت بشدة نكاح التحليل وقالت أنه «زواج مزيف وحرام».